# إيفان ستيفانوفيتش (كرة يد)
إيفان ستيفانوفيتش (بالكرواتية: Ivan Stevanović) مواليد 18 مايو 1982 في رييكا، جمهورية يوغوسلافيا الاشتراكية الاتحادية، هو لاعب كرة يد كرواتي يلعب كحارس مرمى. مثل منتخب كرواتيا لكرة اليد. شارك في دورة الألعاب الأولمبية الصيفية سنة 2016. حقق المركز الثاني في ألعاب البحر الأبيض المتوسط 2013.

## سجل المنافسة
شارك في البطولات التالية:
- بطولة أوروبا لكرة اليد للرجال 2016
- الألعاب الأولمبية الصيفية 2016

## الإنجازات
- الدوري الكرواتي لكرة اليد
  - الفوز: 3
- دوري الجنوب الشرقي لكرة اليد
  - الفوز: 2012–13
  - الثالث: 2013–14، 2014–15، 2015–16
- ألعاب البحر الأبيض المتوسط 2013 - الفضية
- بطولة أوروبا لكرة اليد للرجال 2016 - البرونزية

## روابط خارجية
- إيفان ستيفانوفيتش على موقع الاتحاد الأوروبي لكرة اليد (الإنجليزية)
- إيفان ستيفانوفيتش على موقع اللجنة الأولمبية الدولية (الإنجليزية)
- إيفان ستيفانوفيتش على موقع أوليمبيديا (الإنجليزية)